# 圣方济各堂 (波尔图)

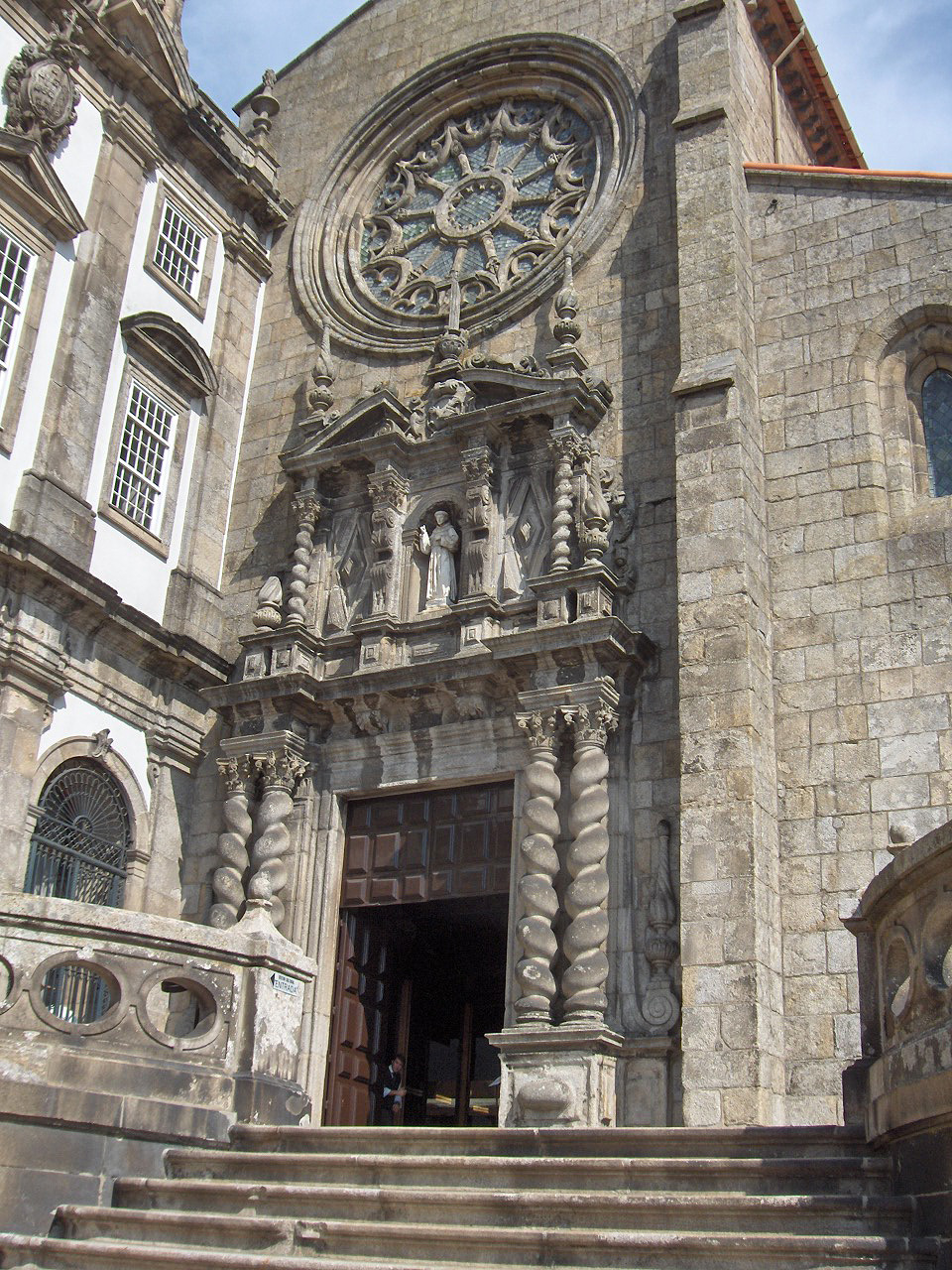
立面

圣方济各堂（Igreja de São Francisco）是葡萄牙城市波圖最突出的哥特式建筑，并以优秀的巴洛克内部装修而著称。它位于城市的历史中心，为世界遗产项目的一部分。

## 历史
1223年，方济各会来到波尔图。最初，他们遭到其他修会，特别是波尔图主教的抵制。教宗诺森五世下令归还捐赠给他们的土地，才得以在1244年建造修道院，和供奉方济各的小堂。1383年，斐迪南一世赞助方济会建立一个宽敞的教堂，到1425年完成，为朴素的哥特式建筑。

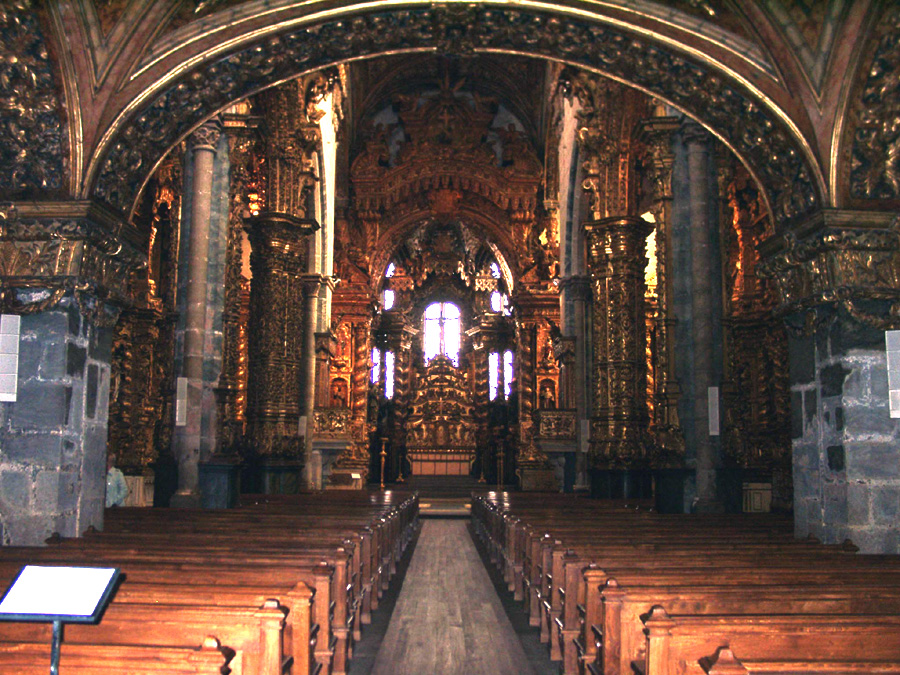
内部

在15世纪和16世纪，波尔图的望族选择此地安葬。卡内罗家族的圣若翰洗者小堂是一个明显的例子，建于1530年代，曼努埃尔风格。教堂的主要艺术活动在18世纪上半叶开展，内部的墙壁，柱子，屋顶和侧面的小堂，表面都镀上了金子，巴洛克风格。后殿和通廊许多许多巴洛克风格的祭台，都是葡萄牙最好的作品。
1832年，战火摧毁了回廊。商会在此建立豪华的新古典主义建筑证券交易所宫。

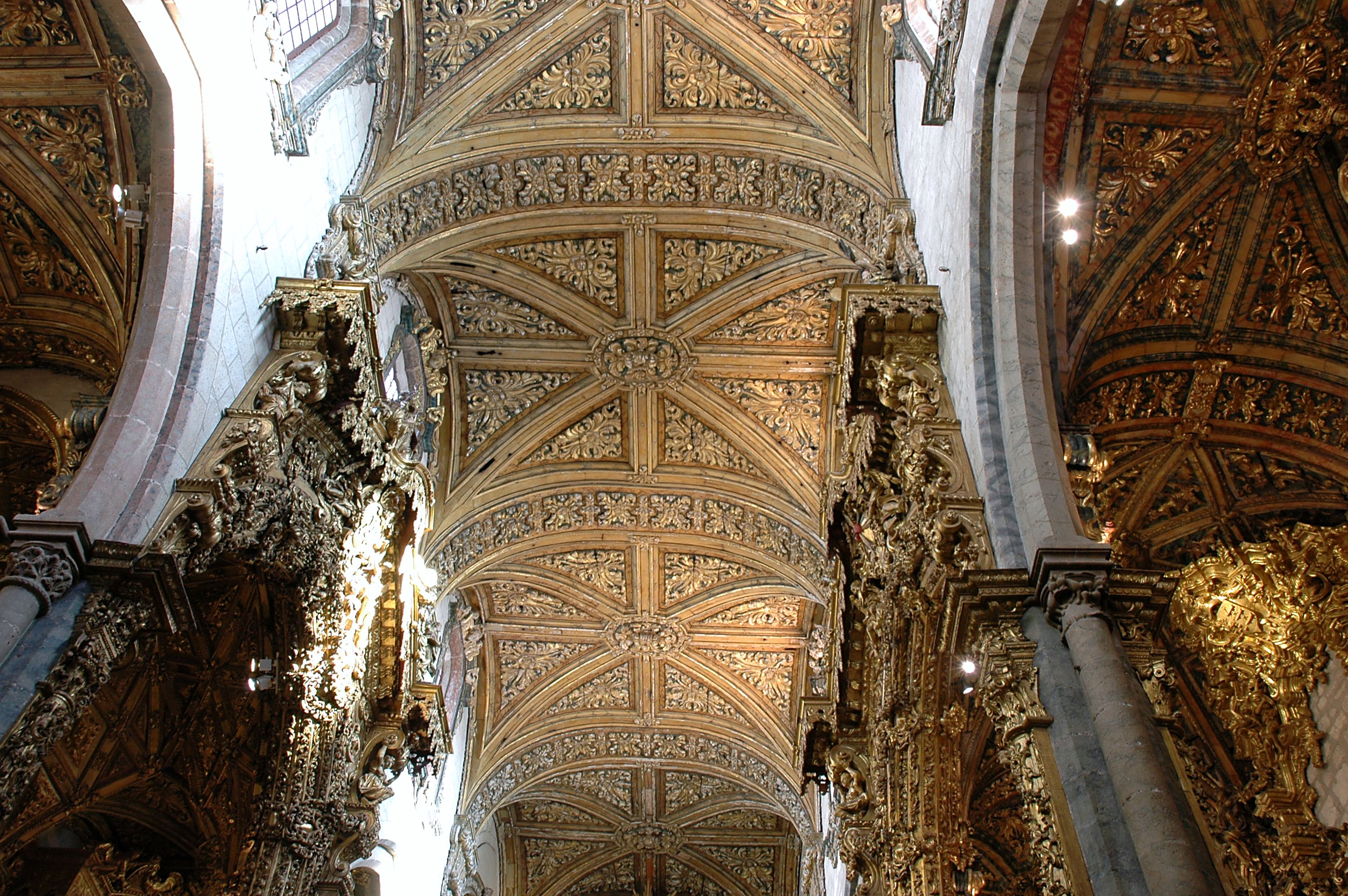
内部